# Municipio de Sośnie
Sośnie es un municipio (gmina) rural en el distrito de Ostrów Wielkopolski, voivodato de Gran Polonia, en el centro oeste de Polonia. Su capital es la localidad de Sośnie, que dista aproximadamente 22 kilómetros al sur de Ostrów Wielkopolski y 115 al sureste de la capital regional Poznań.
Tiene una superficie de 187,46 km², y en el año 2006 contaba con una población total de 6625 habitantes.
- Área agrícola 40%
- Área forestal 52%

El municipio tiene una parte considerada área protegida y llamada Parque protegido del valle del río Barycz.

## Pueblos
El municipio Sośnie tiene los siguientes pueblos y aldeas Bogdaj, Bronisławka, Chojnik, Cieszyn, Czesławice, Dobrzec, Grabie, Granowiec, Janisławice, Jarnostaw, Kałkowskie, Kąty Śląskie, Kocina, Konradów, Kopalina, Krzyżno, Kuźnica Kącka, Łachów, Lipskie, Mariak, Młynik, Moja Wola, Możdżanów, Pawłów, Piła, Smugi, Sobki, Sośnie, Starża, Surmin, Szklarka Śląska y Żabnik.

## Municipios contiguos
El municipio de Sośnie es contiguo a los siguientes: Kobyla Góra, Krośnice, Międzybórz, Milicz, Odolanów, Ostrzeszów, Przygodzice y Twardogóra.